# Reveln-Kolguskär
Reveln-Kolguskär este o arie protejată (arie specială de conservare — SAC, sit de importanță comunitară — SCI) din Suedia întinsă pe o suprafață de 5,4 ha, integral pe uscat.

## Localizare
Centrul sitului Reveln-Kolguskär este situat la coordonatele 58°48′36″N 17°47′50″E / 58.8101°N 17.7972°E.

## Înființare
Situl Reveln-Kolguskär a fost declarat sit de importanță comunitară în decembrie 1995 pentru a proteja un număr necunoscut de specii din flora spontană și fauna sălbatică aflate în arealul zonei. Situl a fost protejat și ca arie specială de conservare în martie 2011.

## Biodiversitate
Situată în ecoregiunile boreală și marină baltică, aria protejată conține 5 habitate naturale: Vegetație anuală la limita mareei, Pășuni de coastă din Baltica boreală, Fânețe de joasă altitudine (Alopecurus pratensis, Sanguisorba officinalis), Litoraluri nisipoase din Baltica boreală cu vegetație perenă, Pajiști uscate europene.
La baza desemnării sitului se află un număr nedeclarat de specii protejate.